# Cypringlea coahuilensis
Cypringlea coahuilensis är en halvgräsart som först beskrevs av Henry Knute Knut Svenson, och fick sitt nu gällande namn av Mark T. Strong. Cypringlea coahuilensis ingår i släktet Cypringlea, och familjen halvgräs. Inga underarter finns listade i Catalogue of Life.